# Гундемар
Гундемар (Годомар; умер в 612, Толедо) — король вестготов в 610—612 годах.

## Биография

### Получение престола
К началу 610 года Гундемар занимал должность герцога Септимании (в документах того времени применялось латинское название этих земель — Нарбонская Галлия).
Гундемар принял корону в апреле 610 года, в результате убийства его предшественника Виттериха, заговором против которого он, видимо, и руководил. О его непродолжительном правлении известно ещё меньше, чем о правлении его предшественника Виттериха. Франкский хронист Фредегар вообще ничего не слышал о Гундемаре и утверждал, что Виттериху сразу наследовал Сисебут.

### Войны, которые вёл Гундемар
Во время одного похода Гундемар разгромил васконов, которые продолжали осуществлять непрерывные грабительские набеги в долины рек Эбро и Дуэро. Однако, судя по тому, что с васконами сражались и последующие короли вестготов, особых успехов он на этом фронте не достиг. Исидор Севильский пишет, что во время второго похода Гундемар «осадил армию византийцев», но не приводит никаких подробностей этого военного предприятия.

### Гундемар и церковь

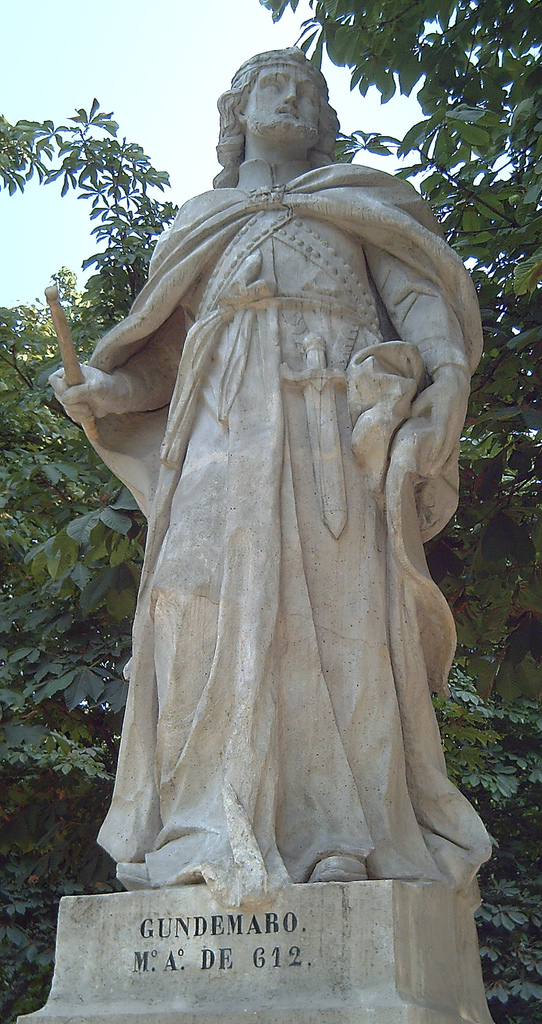
Скульптура Гундемара из белого камня в парке Буэн-Ретиро. Мадрид. Скульптор Педро Ласаро. Между 1750 и 1753 годами

Продолжая во внешней политике в целом курс Виттериха и ведя упорные бои с византийцами и басками, во внутренней политике Гундемар вернулся к курсу Реккареда. Для Гундемара важно было обеспечить себе поддержку церкви, особенно столичной. Уже в первый год своего правления он собрал в Толедо провинциальный собор провинции Карфагенская Испания, на котором был утверждён декрет, подлинность которого до сих пор вызывает споры. Декрет объявлял Толедо митрополией всей Карфагенской Испании, в том числе и той её части, которая находилась под властью византийцев. Если даже этот декрет является фальшивкой, его приписывание Гундемару не случайно. В глазах церкви, особенно столичной, этот король, как и Реккаред, выступает как подлинный последователь ортодоксально-никейской веры, окончательно утвердивший господство этой конфессии. Она перестала быть «римской верой» и стала верой всего государства.

### Гундемар и франки
Придя к власти, Гундемар наградил своих сторонников. Резко был возвышен граф Булгар, верный сторонник Гундемара ещё со времени противостояния с Виттерихом. Он стал герцогом Септимании, причём с явно расширенными полномочиями, поскольку сам вёл всю дипломатическую работу с соседними франками, практически без всякой оглядки на короля. Разумеется, эта его активность не шла вразрез с политикой Гундемара.

Золотой триенс Гундемара. Монетный двор Ментесы (совр. Ла-Гвардиа). Вес — 1.39 г Диаметр — 19 мм. Надпись на аверсе: GUNbEMARVS RE (Гундемар король). Надпись на реверсе: MENTESA PIVS (Ментеса. Благочестивый)

Вестготы пытались найти своё место в водовороте взаимной борьбы внутри Франкского королевства, в котором возникали самые неожиданные союзы и враждебные коалиции. Из писем Булгара известно, что вестготский король твердо поддерживал союзнические отношения с Теодебертом II и посылал своему союзнику установленные по договору субсидии под охраной Булгара, тем более что до него доходили слухи, будто Теодорих II и Брунгильда призвали к себе на помощь авар, чтобы натравить их на Теодеберта. Раздоры внутри франкского королевского рода, в которые дипломатическим способом вмешался Гундемар, утихли только после смерти короля вестготов, завершившись поражением Брунгильды и восстановлением государственного единства Франкского государства. Управление всей Франкской державой сосредоточил в своих руках Хлотарь II.

### Смерть
Гундемар правил 1 год, 10 месяцев и 14 дней и умер естественной смертью в Толедо в феврале или марте 612 года. Его супруга Хильдоара скончалась раньше короля.